# Монтгомъри (окръг, Илинойс)
Окръг Монтгомъри (на английски: Montgomery County) е окръг в щата Илинойс, Съединени американски щати. Площта му е 1839 km², а населението - 30 652 души (2000). Административен център е град Хилсборо.